# San Isidro de Mogotes
San Isidro de Mogotes är en ort i Mexiko.   Den ligger i kommunen Valle de Santiago och delstaten Guanajuato, i den centrala delen av landet, 250 km väster om huvudstaden Mexico City. San Isidro de Mogotes ligger 1 735 meter över havet och antalet invånare är 769.
Terrängen runt San Isidro de Mogotes är platt åt nordväst, men åt sydost är den kuperad. Runt San Isidro de Mogotes är det ganska tätbefolkat, med 166 invånare per kvadratkilometer. Närmaste större samhälle är Valle de Santiago, 9,4 km öster om San Isidro de Mogotes. Omgivningarna runt San Isidro de Mogotes är en mosaik av jordbruksmark och naturlig växtlighet.